# Oberdorf, Basel-Provincie
Oberdorf este o comună în partea nordică a Elveției.